# Les Sables - Vendée Journal
Les Sables - Vendée Journal est un hebdomadaire français d'information locale et d'annonces judiciaires et légales. Il est également connu sous son ancien nom de Journal des Sables. 

## Histoire
Initialement fondé en 1851 aux Sables-d'Olonne (Vendée) par l'imprimeur Jules Lambert, sous le titre « Le Sablais, journal non politique de l'arrondissement des Sables-d'Olonne », il devient le « Journal des Sables » en 1856.
Il connaît ensuite diverses appellations :
- Journal des Sables et de la Vendée (janvier 1865)
- Journal des Sables à nouveau (mai 1883)[1]
- Journal des Sables et Courrier de la Vendée réunis, par fusion avec Le Courrier de la Vendée, éphémère « journal républicain bi-hebdomadaire » lancé aux Sables-d'Olonne en février 1898[2] (octobre 1898-août 1914 - juillet 1919-août 1944[3])
- Les Sables Vendée Dimanche
- Les Sables Vendée - Journal (1952)

En 1908, le journal et l'imprimerie passent dans la famille Doré. 
En 1991, la famille Hautbois-Doré cède Les Sables - Vendée Journal à la société Publihebdos, filiale du groupe Ouest-France.
En avril 2002, à l'occasion de son 150e anniversaire, le journal a publié un numéro spécial d'archives sur les « actualités sablaises » traitées par ses rédacteurs successifs.

## Zone de couverture
Les Sables - Vendée Journal traite des informations des cantons des Sables-d'Olonne, de Saint-Gilles-Croix-de-Vie, de Talmont-Saint-Hilaire et de la Mothe-Achard. Il dispose pour cela d'un réseau de correspondants locaux. Il comporte également des pages de petites annonces, d'annonces judiciaires et légales, des informations pratiques telles que les horaires des marées, les horaires du Service maritime de l'Île d'Yeu, les prix du marché du poisson, les mouvements d'eau aux écluses du marais d'Olonne, les mouvements de navires du port de commerce, ainsi que la bande dessinée Alban Dmerlu, un personnage créé en 1995 par Polpino, dont les aventures sont inspirées de l'actualité locale.

## Diffusion
La diffusion payée de Les Sables - Vendée Journal s'établit officiellement comme suit, selon l'OJD :
| Années    | 2002   | 2003   | 2004   | 2005   | 2006   | 2007   | 2008   | 2009   |
| --------- | ------ | ------ | ------ | ------ | ------ | ------ | ------ | ------ |
| Diffusion | 10 617 | 11 160 | 11 345 | 11 513 | 11 983 | 11 694 | 12 289 | 12 297 |